# SkyscraperCity
SkyscraperCity, também conhecido pela sigla SSC, é uma organização independente, um fórum na Internet focado em temas de arquitetura, urbanismo, arranha-céus e, de forma geral, em urbanização de ambientes onde há construção civil e temas relacionados ao desenvolvimento urbano. Os membros podem divulgar fotos de quaisquer cidades que tenha fotografado, mostrando diversidades urbanísticas, de forma a que os restantes membros, e público em geral, possam conhecer os vários espaços e comentar sobre a sua urbanização, densidade, beleza, além da qualidade de vida.
Criado em 11 de setembro de 2002, o SkyscraperCity é o resultado da junção de vários fóruns já existentes, possuindo cerca de 1 milhão de membros. O criador e administrador principal é Jan Klerks, originário de Roterdão, nos Países Baixos.
O fórum é suportado pela plataforma Xenforo, um sistema de gestão de fóruns da Jelsoft Enterprises, e divide-se em diversas secções:
- World Development News, World Forums e Infrastructure and Mobility Forums: É onde se discutem os prédios e arranha-céus, as questões de urbanismo, arquitetura e a mobilidade dos cidadãos, conhecendo-se ainda projetos de construção de todo o mundo.

- Photo Forums e Urban Photo Contest: É onde se divulgam fotografias de autoria dos membros, onde são publicadas e acessadas por qualquer usuário da internet, que, se registrados no fórum, podem avaliar e comentar sobre o arquivo.

- Continental Forums, Asian Forums, Latin American & Caribbean Forums e European Forums: É um conjuntos de fóruns que retrata cada continente e divide-se em países ou territórios do mundo para discussão a nível local, à excepção do primeiro que retrata a América do Norte, Oceânia, África, Médio Oriente e Emirados Árabes Unidos.

- Fun Forms: É onde se fala de temas gerais, discute-se o fórum e os membros mostram os seus trabalhos artísticos e arquitetónicos dedicados ao urbanismo.

Segundo o Alexa, em abril de 2014, o fórum era o 1.780º site mais visitado no mundo, ocupando as 1,328ª e 1.187ª posições no Brasil e Portugal, respetivamente.

## Portugal
O fórum luso dedica-se, principalmente, à discussão do urbanismo e da arquitectura em Portugal. Está dividido em vários subfóruns:
- - Portugal (Imagens e Projectos);
  - Norte (Imagens e Projectos);
  - Porto (Imagens e Projectos);
  - Centro (Imagens e Projectos);
  - Lisboa (Imagens e Projectos);
  - Sul (Imagens e Projectos) - Alentejo e Algarve;
  - Ilhas (Imagens e Projectos) - Açores e Madeira;
  - Geografia, Urbanismo e Demografia.

- - Aviação;
  - Ferrovias;
  - Fluviais e Marítimo;
  - Rodovias;

- - Além-Fronteiras / Around The World, que é um espaço no qual se discute e foto-retrata vários locais visitados pelos membros do SSC;
  - O Café, um espaço aberto à conversa sobre temas gerais;
  - "Majestic", onde os assuntos mais sérios são abordados, assim nomeado em homenagem ao conhecido Café Majestic, no Porto.